# 胡绳武
胡绳武（1923年10月7日—2016年6月15日），山东枣庄人。1953年加入中国共产党。历史学家、中国人民大学清史研究所教授。

## 生平
1948年毕业于复旦大学史地系，后留校任教。1975年10月转到国家文物局工作，先后任文物出版社副总编、古文献研究室负责人。1980年12月进入中国人民大学清史研究所工作，1981年被评为教授。他长期从事中国近代史的研究，1991年离休。
2016年6月15日在北京病逝，享年93岁。

## 著作
单独著作有
- 《鸦片战争》
- 《甲午中日战争》
- 《唯物主义历史观的形成》
- 《清末民初历史与社会》

合著有
- 《论清末立宪运动》
- 《从辛亥革命到五四运动》
- 《辛亥革命史稿》(四卷本)
- 《孙中山》
- 《二十世纪全史》第一卷《辛亥风雷》

主编书籍有
- 《戊戌维新运动史论集》
- 《清史研究集》(第四至七辑)
- 《中华文明史》第十卷(清后期卷)

## 头衔与荣誉
- 清史研究所学术委员
- 北京市历史学会常务理事
- 发表论文数十篇
- 《辛亥革命史稿》获得孙中山基金会授予的“1949至1992年中国大陆孙中山研究学术著作一等奖”